# Herbert Dreilich

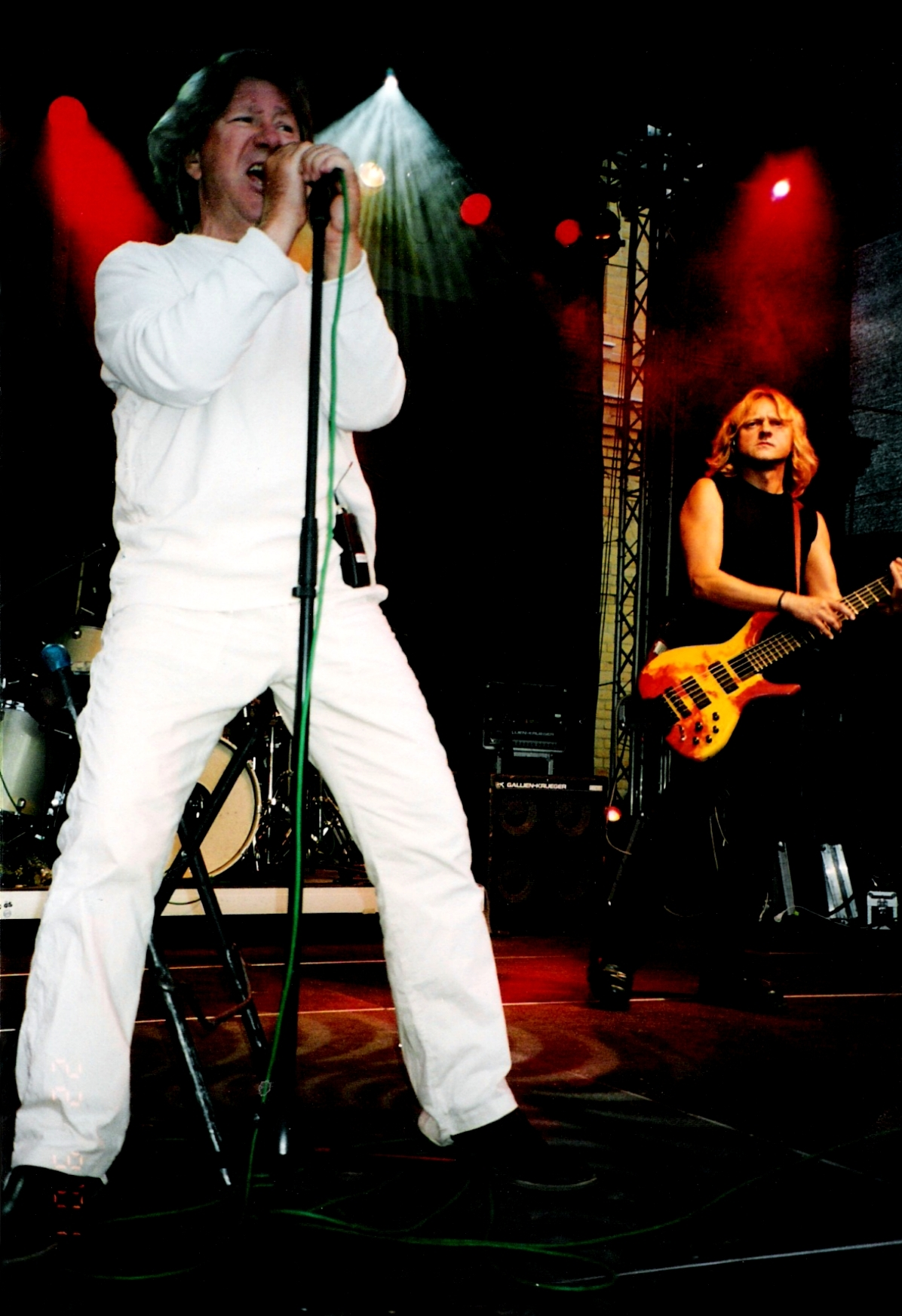
Herbert Dreilich (2002)

Herbert Dreilich (* 5. Dezember 1942 in Mauterndorf; † 12. Dezember 2004 in Berlin) war ein deutscher Rockmusiker. Bekannt wurde er vor allem als Leadsänger der Band Karat.

## Leben
Herbert Dreilich wuchs in Großbritannien und in der Bundesrepublik Deutschland auf. Im Jahr 1959 kam er in die DDR, wo er bis 1961 eine Ausbildung als Gebrauchswerber in Halle (Saale) absolvierte und auch zeitweise in diesem Beruf arbeitete. Nachdem Dreilich sich das Gitarrespielen bereits autodidaktisch beigebracht hatte, erlernte er in den frühen 1960er-Jahren auch das Harfespiel. Seit 1960 spielte er Gitarre in Amateurbands, unter anderem bei den Jazz Youngsters und den Halnics in Halle, von 1962 bis 1964 bei Reinhard Lakomy und von 1967 bis 1968 bei den Music-Stromers. Von 1967 bis 1971 besuchte er die Musikschule Friedrichshain in Ost-Berlin. Von 1968 bis 1969 spielte er beim Henry-Kotowski-Quintett und den Puhdys, von 1969 bis 1971 bei den Alexanders, von 1971 bis 1974 bei Panta Rhei (unter anderem mit Veronika Fischer), 1973 bei der All Star Band und ab 1975 bei Karat. Im Jahr 1974 nahm Dreilich als Solokünstler zudem einige Kinderlieder auf.
Ab 1977 war er alleiniger Leadsänger von Karat. Er nahm 1978 mit Karat am Grand Prix des Internationalen Schlagerfestivals in Dresden teil und trat erstmals in West-Berlin auf. Die LPs Der blaue Planet (1982) und Albatros (1984) brachten ihm mit Karat jeweils eine Goldene Schallplatte in der Bundesrepublik Deutschland. Für die Compilation Vierzehn Karat (1992) erhielt er 2010 posthum eine weitere Goldene Schallplatte. 1986 war er außerdem an der DDR-Gruppe Gitarreros beteiligt, in der er neben Tamara Danz (Silly), Toni Krahl (City) und Mike Kilian (Rockhaus) als Sänger mitwirkte. Der mit großem Abstand erfolgreichste Karat-Hit Über sieben Brücken mußt du gehn (Komposition: Ed Swillms/Text: Helmut Richter), der vielfach von anderen Künstlern gecovert wurde, wird auf ewig an Herbert Dreilichs gesanglicher Urversion von 1978 gemessen werden.
Im Jahr 1983 wurde er mit den anderen Mitgliedern von Karat mit dem Nationalpreis der DDR III. Klasse für Kunst und Literatur ausgezeichnet. Dreilich brachte neben seiner Stimme zahlreiche Texte und Kompositionen in die Band ein. Seit dem Ende der 1990er-Jahre war er der alleinige kreative Kopf von Karat.
Im Oktober 1997 erlitt Dreilich einen Schlaganfall, kehrte allerdings rasch mit Karat auf die Bühne zurück. 1999 wirkte er bei Peter Maffays Tour „Begegnungen“ mit. Im August 2003 erkrankte er an Leberkrebs. In der Nacht vom 11. auf den 12. Dezember 2004 erlag Herbert Dreilich im Alter von 62 Jahren seinem Krebsleiden. Die Beerdigung fand am 15. Dezember 2004 auf dem Friedhof Biesdorf unter Anteilnahme von Künstlern wie Peter Maffay, Heinz Kahlau, Norbert Kaiser und den Puhdys statt. Im Dezember 2005 erschien posthum ein von Peter Keller produziertes Album, das Dreilichs letzte Songs, die noch während seiner Krebserkrankung verfasst wurden, präsentierte.
Seine Nachfolge bei Karat trat 2005 sein Sohn Claudius Dreilich an. Da Herbert Dreilich sich 1998 die Rechte am Namen „Karat“ gesichert hatte und Dreilichs Witwe die Rechte geerbt hatte, musste sich die Gruppe ab Januar 2006 umbenennen und hieß seitdem „K…!“. Ein Berliner Gericht entschied am 19. Juni 2007, dass die Rechte am Namen „Karat“ den Mitgliedern der Band zustehen. Die Band nennt sich seither wieder „Karat“.
Dreilich war dreimal verheiratet und hinterließ vier Kinder, darunter den Sohn Claudius und eine Tochter.

## Diskografie
- Panta Rhei, LP, 1973
- Karat, LP, 1978
- Über sieben Brücken, LP, 1979
- Albatros, LP, 1979
- Schwanenkönig, LP, 1980
- Der blaue Planet, LP, 1982
- Die sieben Wunder der Welt, LP, 1983
- Live – Auf dem Weg zu Euch (Live), LP, 1985
- Die Gitarreros Live in Concert, LP, 1987
- Fünfte Jahreszeit, LP, 1987
- … im nächsten Frieden, LP, 1990
- Karat 91, LP, 1991
- Vierzehn Karat, CD, 1992
- Die geschenkte Stunde, CD, 1995
- Balance, CD, 1997
- Sechzehn Karat, CD, 1998
- Ich liebe jede Stunde, CD, 2000
- 25 Jahre – Das Konzert, CD, VHS, DVD, 2001
- Licht und Schatten, CD, 2003
- Die offizielle Herbert-Dreilich-Gedenk-CD, veröffentlicht von SUPERillu 2005
- 30 Jahre Karat, CD, 2005
- Die legendären Konzerte 1975 & 1978, CD, 2023
- und zahlreiche Stücke auf Samplern und Singles